# Rivalité Penn State-Pittsburgh
La  Rivalité Penn State-Pittsburgh  est une rivalité inter étatique dans le football américain universitaire opposant deux équipes de Pennsylvanie, les Nittany Lions de l'Université d'État de Pennsylvanie basée à University Park et les Panthers de l'université de Pittsburgh.
La série a commencé en 1893 et celui de 2019 en était le 100e match.
Pittsburgh est l'université que Penn State a le plus rencontré de son histoire tandis que pour Pitsburgh, il s'agit de West Virginia. Lorsque la rivalité a repris en 2016, l'évènement a été baptisé The Keystone Classic avec Peoples Natural Gas en tant que sponsor. La série de quatre match a pris fin en 2019 et il n'y a pour l'instant plus aucune rencontre de programmée entre les deux rivaux.
Penn State a remporté 12 des 15 premières rencontres de la série. Par la suite, c'est Pittsburgh qui a dominé, le bilan entre 1913 et 1940 étant de 21 victoires pour les Panthers contre 2 aux Nittany Lions et deux nuls. Pittsburgh a pendant cette période affiché une série de 14 victoires consécutives (1922–1938), son entraîneur principal Jock Sutherland n'ayant jamais perdu contre Penn State (1924–1938). De 1941 à 1951, la rivalité est beaucoup plus équilibrée (Pittsburgh 6, Penn State 5). À partir de 1952, Penn State a dominé, avec un bilan de 34 victoires pour 13 à Pittsburgh et deux nuls, dont des victoires lors de dix des douze derniers matchs. L'ancien entraîneur de Penn State, Joe Paterno, affiche d'ailleurs un bilan de 23-7-1 contre Pitt (1966-1992, 1997-2000).

## Tri-State Big Three
À partir de 1904, les universités sont considérées comme faisant partie du « Tri-state District Big Three » aux côtés de Penn State et concourent chaque année pour le championnat du « District Big Three », une distinction obtenue en obtenant le meilleur résultat sur la saison contre les deux autres,.
Cette rivalité à trois devient un tournoi annuel et en 1951, le trophée Old Ironsides est introduit et décerné au champion des trois universités.
Ce trio se rencontre chaque année au cours de la saison régulière jusqu'à ce que West Virginia remporte son deuxième titre en 1984 et que Penn State soit incapable de localiser le trophée qu'il détenait.
Avec la perte du trophée et la dé-régionalisation du football américain universitaire, la rivalité à trois équipes devient de plus en plus rare sur la saison.

## Palmarès
Le classement des équipes dans les tableaux ci-dessous est celui de l'Associated Press avant la saison 2014 et celui du comité du College Football Playoff depuis 2014.
| Penn State (53)                | Pittsburgh (43)            | Nuls (4)                   |                            |
| Plus large victoire            | Penn State, 59–0 (1903)    | Penn State, 59–0 (1903)    | Penn State, 59–0 (1903)    |
| Plus longue série de victoires | Pittsburgh, 14 (1922–1938) | Pittsburgh, 14 (1922–1938) | Pittsburgh, 14 (1922–1938) |
| Série en cours sans défaite    | Penn State, 3 (2017–2019)  | Penn State, 3 (2017–2019)  | Penn State, 3 (2017–2019)  |

| N° | Date              | Lieu          | Vainqueur     | Score |
| -- | ----------------- | ------------- | ------------- | ----- |
| 01 | 6 novembre 1893   | State College | Penn State    | 32-0  |
| 02 | 3 octobre 1896    | State College | Penn State    | 10-04 |
| 03 | 30 septembre 1900 | Bellefonte    | Penn State    | 12-0  |
| 04 | 29 septembre 1901 | Bellefonte    | Penn State    | 27-0  |
| 05 | 27 septembre 1902 | State College | Penn State    | 27-0  |
| 06 | 24 octobre 1903   | Pittsburgh    | Penn State    | 59-0  |
| 07 | 24 novembre 1904  | Pittsburgh    | W.U.P.        | 22-05 |
| 08 | 30 novembre 1905  | Pittsburgh    | Penn State    | 06-0  |
| 09 | 29 novembre 1906  | Pittsburgh    | Penn State    | 06-0  |
| 10 | 28 novembre 1907  | Pittsburgh    | W.U.P.        | 06-0  |
| 11 | 26 novembre 1908  | Pittsburgh    | Penn State    | 12-06 |
| 12 | 25 novembre 1909  | Pittsburgh    | Penn State    | 05-0  |
| 13 | 24 novembre 1910  | Pittsburgh    | Pittsburgh    | 11-0  |
| 14 | 30 novembre 1911  | Pittsburgh    | Penn State    | 03-0  |
| 15 | 28 novembre 1912  | Pittsburgh    | Penn State    | 38-0  |
| 16 | 27 novembre 1913  | Pittsburgh    | Pittsburgh    | 07-06 |
| 17 | 26 novembre 1914  | Pittsburgh    | Pittsburgh    | 13-03 |
| 18 | 25 novembre 1915  | Pittsburgh    | Pittsburgh    | 20-0  |
| 19 | 30 novembre 1916  | Pittsburgh    | Pittsburgh    | 31-0  |
| 20 | 29 novembre 1917  | Pittsburgh    | Pittsburgh    | 28-06 |
| 21 | 28 novembre 1918  | Pittsburgh    | Pittsburgh    | 28-06 |
| 22 | 27 novembre 1919  | Pittsburgh    | Penn State    | 20-0  |
| 23 | 25 novembre 1920  | Pittsburgh    | Nul           | 00-0  |
| 24 | 24 novembre 1921  | Pittsburgh    | Nul           | 00-0  |
| 25 | 30 novembre 1922  | Pittsburgh    | Pittsburgh    | 14-0  |
| 26 | 29 novembre 1923  | Pittsburgh    | Pittsburgh    | 20-03 |
| 27 | 27 novembre 1924  | Pittsburgh    | Pittsburgh    | 24-03 |
| 28 | 26 novembre 1925  | Pittsburgh    | Pittsburgh    | 23-07 |
| 29 | 25 novembre 1926  | Pittsburgh    | Pittsburgh    | 24-06 |
| 30 | 24 novembre 1927  | Pittsburgh    | Pittsburgh    | 30-0  |
| 31 | 29 novembre 1928  | Pittsburgh    | Pittsburgh    | 26-0  |
| 32 | 28 novembre 1929  | Pittsburgh    | Pittsburgh    | 20-07 |
| 33 | 26 novembre 1930  | Pittsburgh    | Pittsburgh    | 19-12 |
| 34 | 31 octobre 1931   | State College | Pittsburgh    | 41-06 |
| 35 | 26 octobre 1935   | Pittsburgh    | Pittsburgh    | 09-0  |
| 36 | 7 novembre 1936   | Pittsburgh    | #5 Pittsburgh | 34-07 |
| 37 | 20 novembre 1937  | Pittsburgh    | #1 Pittsburgh | 28-07 |
| 38 | 19 novembre 1938  | Pittsburgh    | #5 Pittsburgh | 26-0  |
| 39 | 25 novembre 1939  | State College | Penn State    | 10-0  |
| 40 | 23 novembre 1940  | Pittsburgh    | Pittsburgh    | 20-07 |
| 41 | 22 novembre 1941  | Pittsburgh    | Penn State    | 31-07 |
| 42 | 21 novembre 1942  | State College | Penn State    | 14-06 |
| 43 | 20 novembre 1943  | Pittsburgh    | Penn State    | 14-0  |
| 44 | 25 novembre 1944  | Pittsburgh    | Pittsburgh    | 14-0  |
| 45 | 24 novembre 1945  | Pittsburgh    | Pittsburgh    | 07-0  |
| 46 | 23 novembre 1946  | Pittsburgh    | Pittsburgh    | 14-07 |
| 47 | 22 novembre 1947  | Pittsburgh    | #5 Penn State | 29-0  |
| 48 | 20 novembre 1948  | Pittsburgh    | Pittsburgh    | 07-0  |
| 49 | 19 novembre 1949  | Pittsburgh    | Pittsburgh    | 19-0  |
| 50 | 3 décembre 1950   | Pittsburgh    | Penn State    | 21-20 |
| 51 | 24 novembre 1951  | Pittsburgh    | Pittsburgh    | 13-07 |

| N°  | Date              | Lieu          | Vainqueur      | Score | Score |
| --- | ----------------- | ------------- | -------------- | ----- | ----- |
| 52  | 22 novembre 1952  | Pittsburgh    | Penn State     | 17-0  |       |
| 53  | 21 novembre 1953  | Pittsburgh    | Penn State     | 17-0  |       |
| 54  | 20 novembre 1954  | Pittsburgh    | Penn State     | 13-0  |       |
| 55  | 19 novembre 1955  | State College | #15 Pittsburgh | 20-0  |       |
| 56  | 24 novembre 1956  | Pittsburgh    | Nul            | 07-07 |       |
| 57  | 23 novembre 1957  | Pittsburgh    | Pittsburgh     | 14-13 |       |
| 58  | 27 novembre 1958  | Pittsburgh    | Penn State     | 25-21 |       |
| 59  | 21 novembre 1959  | Pittsburgh    | Pittsburgh     | 22-07 |       |
| 60  | 19 novembre 1960  | Pittsburgh    | Penn State     | 14-03 |       |
| 61  | 25 novembre 1961  | Pittsburgh    | Penn State     | 47-26 |       |
| 62  | 24 novembre 1962  | Pittsburgh    | #9 Penn State  | 16-0  |       |
| 63  | 7 décembre 1963   | Pittsburgh    | #4 Pittsburgh  | 22-21 |       |
| 64  | 21 novembre 1964  | Pittsburgh    | Penn State     | 28-0  |       |
| 65  | 20 novembre 1965  | Pittsburgh    | Pittsburgh     | 30-27 |       |
| 66  | 19 novembre 1966  | Pittsburgh    | Penn State     | 48-24 |       |
| 67  | 25 novembre 1967  | State College | Penn State     | 42-06 |       |
| 68  | 23 novembre 1968  | Pittsburgh    | #3 Penn State  | 65-09 |       |
| 69  | 22 novembre 1969  | Pittsburgh    | #4 Penn State  | 27-07 |       |
| 70  | 21 novembre 1970  | State College | #20 Penn State | 35-15 |       |
| 71  | 20 novembre 1971  | Pittsburgh    | #6 Penn State  | 55-18 |       |
| 72  | 25 novembre 1972  | State College | #6 Penn State  | 49-27 |       |
| 73  | 24 novembre 1973  | State College | #6 Penn State  | 35-13 |       |
| 74  | 28 novembre 1974  | Pittsburgh    | #10 Penn State | 31-10 |       |
| 75  | 22 novembre 1975  | Pittsburgh    | #10 Penn State | 07-06 |       |
| 76  | 26 novembre 1976  | Pittsburgh    | #1 Pittsburgh  | 24-07 |       |
| 77  | 26 novembre 1977  | Pittsburgh    | #9 Penn State  | 15-13 |       |
| 78  | 24 novembre 1978  | State College | #1 Penn State  | 17-10 |       |
| 79  | 1er décembre 1979 | State College | #11 Pittsburgh | 29-14 |       |
| 80  | 28 novembre 1980  | State College | #4 Pittsburgh  | 14-09 |       |
| 81  | 28 novembre 1981  | Pittsburgh    | #11 Penn State | 48-14 |       |
| 82  | 26 novembre 1982  | State College | #2 Penn State  | 19-10 |       |
| 83  | 19 novembre 1983  | Pittsburgh    | Nul            | 24-24 |       |
| 84  | 24 novembre 1984  | State College | Pittsburgh     | 31-11 |       |
| 85  | 23 novembre 1985  | Pittsburgh    | #1 Penn State  | 31-0  |       |
| 86  | 22 novembre 1986  | State College | #2 Penn State  | 34-14 |       |
| 87  | 14 novembre 1987  | Pittsburgh    | Pittsburgh     | 10-0  |       |
| 88  | 12 novembre 1988  | State College | Pittsburgh     | 14-07 |       |
| 89  | 25 novembre 1989  | Pittsburgh    | #22 Penn State | 16-13 |       |
| 90  | 24 novembre 1990  | State College | #11 Penn State | 22-17 |       |
| 91  | 28 novembre 1991  | Pittsburgh    | #6 Penn State  | 32-20 |       |
| 92  | 21 novembre 1992  | State College | #23 Penn State | 57-13 |       |
| 93  | 6 septembre 1997  | State College | #1 Penn State  | 34-17 |       |
| 94  | 19 septembre 1998 | Pittsburgh    | #8 Penn State  | 20-13 |       |
| 95  | 11 septembre 1999 | State College | #2 Penn State  | 20-17 |       |
| 96  | 16 septembre 2000 | Pittsburgh    | Pittsburgh     | 12-0  |       |
| 97  | 10 septembre 2016 | Pittsburgh    | Pittsburgh     | 42-39 |       |
| 98  | 9 septembre 2017  | State College | #4 Penn State  | 33-14 |       |
| 99  | 8 septembre 2018  | Pittsburgh    | #13 Penn State | 51-06 |       |
| 100 | 14 septembre 2019 | State College | #13 Penn State | 17-10 |       |

1. 1 2  Western University of Pennsylvania (WUP) est l'ancien nom de l'université de Pittsburgh.

## Articles annexes
- Liste des matchs de rivalité en football américain universitaire de la NCAA
- Tri-State Big Three
- Backyard Brawl (rivalité Pittsburgh West Virginia)
- Rivalité Penn State-West Virginia